# Eleccions parlamentàries finlandeses de 1907
Les eleccions parlamentàries finlandeses del 1907 es van celebrar els dies 15 i 16 de març de 1907 al Gran Ducat de Finlàndia, autònom dins l'Imperi Rus, després de les reformes electorals de 1906, per tal de substituir l'antiga Dieta de Finlàndia (finès Suomen maapäivät) per un Parlament (Eduskunta) modern de 200 diputats escollits per sufragi universal. Foren les primeres eleccions europees amb vot femení. El partit més votat fou el socialdemòcrata.

## Resultats
|                     |                                |           |        |          |     |  |
| Partit              | Partit                         | Vots      | %      | Escons   | +/– |  |
|                     | Partit Socialdemòcrata         | 329.946   | 37,03  | 80 / 200 | Nou |  |
|                     | Partit Finlandès               | 243.573   | 27,34  | 59 / 200 | Nou |  |
|                     | Partit Jove Finlandès          | 121.604   | 13,65  | 26 / 200 | Nou |  |
|                     | Partit Popular Suec            | 112.267   | 12,60  | 24 / 200 | Nou |  |
|                     | Lliga Agrària                  | 51.242    | 5,75   | 9 / 200  | Nou |  |
|                     | Unió de Treballadors Cristians | 13.790    | 1,55   | 2 / 200  | Nou |  |
|                     | Altres                         | 18.568    | 2,08   | 0 / 200  | Nou |  |
| Total               | Total                          | 890.990   | 100    | 200      | Nou |  |
|                     |                                |           |        |          |     |  |
| Vots vàlids         | Vots vàlids                    | 890.990   | 99,07  |          |     |  |
| Invàlids / en blanc | Invàlids / en blanc            | 8,357     | 0.93   |          |     |  |
| Vots totals         | Vots totals                    | 899.347   | 100.00 |          |     |  |
| Votants Registrats  | Votants Registrats             | 1,272,873 | 70.65  |          |     |  |
| Font: Mackie & Rose |                                |           |        |          |     |  |